# Лурас
Лурас (італ. Luras, сард. Luras) — муніципалітет в Італії, у регіоні Сардинія,  провінція Сассарі. До 2016 року муніципалітет належав до провінції Ольбія-Темпіо.
Лурас розташований на відстані близько 300 км на захід від Рима, 195 км на північ від Кальярі, 27 км на захід від Ольбії, 8 км на північний схід від Темпіо-Паузанії.
Населення — 2599 осіб (2014).

## Демографія
Населення за роками:

Станом на 1 січня 2023 року в муніципалітеті офіційно проживали 103 іноземці з 20 країн, серед них 71 громадянин країн Євросоюзу та 1 громадянин України.

## Сусідні муніципалітети
- Арцакена
- Каланджанус
- Луогозанто
- Сант'Антоніо-ді-Галлура
- Темпіо-Паузанія